# Tournus
Tournus è un comune francese di 6 276 abitanti situato nel dipartimento della Saona e Loira nella regione della Borgogna-Franca Contea.

## Storia
Nel VII secolo san Colombano, sulla tomba del santo martire Valeriano, fondò un monastero che, nel IX secolo divenne sede dei monaci colombaniani di San Filiberto, ivi trasferitisi con le spoglie del loro santo fondatore quando vennero cacciati da Noirmoutier dai Normanni. Successivamente costoro edificarono una chiesa abbaziale, sempre dedicata al santo (St-Philibert), che, inaugurata nel 1120 da papa Callisto II, rappresenta uno dei momenti più alti dell'architettura romanica francese.

## Società

### Evoluzione demografica
Abitanti censiti